# Jane Semeleer
Jeanette (Jane) R. Semeleer (Aruba, 1960) is sinds september 2008 president van de Centrale Bank van Aruba  en de eerste vrouw ooit benoemd in deze functie. Binnen het Koninkrijk der Nederlanden is zij eveneens de eerste vrouw benoemd tot centrale bank president.

## Leven
Na het behalen van het havo-diploma aan het Colegio Arubano ging zij economie studeren aan de Amerikaanse University of Toledo in Ohio. Bij terugkeer op Aruba trad Semeleer in overheidsdienst als economisch adviseur, eerst bij de Directie Economische Zaken, later bij de Directie Buitenlandse Betrekkingen. In 1990 stapte Semeleer over naar de Centrale Bank van Aruba, waar zij tot hoofd bankzaken werd benoemd. Zij klom op in de gelederen van de bank en extern vervulde ze ook diverse bestuurs- en adviesfuncties. Onder meer was zij lid van het College in Curatoren van de Universiteit van Aruba en lid van de Regentenraad van het Horacio Oduber Hospitaal. In 2000 trad Semeleer toe tot de bankdirectie. Als directeur was zij beleidsadviseur van de president en verantwoordelijk voor de jaarlijkse begrotingen en rekeningen. In augustus 2008 werd Semeleer benoemd tot president en in september van dat jaar volgde zij Hassanali Mehran, die met pensioen ging, op.
Jane Semeleer is getrouwd met Jossy Figaroa en samen hebben ze twee dochters.